# Бурхард III (герцог Швабии)
Бу́рхард III (915 — 12 ноября 973) — герцог Швабии с 954, граф в Тургау и Цюрихгау, старший сын герцога Швабии Бурхарда II и Регелинды из Цюрихгау.

## Биография
В молодом возрасте после гибели своего отца, герцога Бурхарда II в 926 году, Бурхард III в целях безопасности был отправлен в Саксонию. Здесь он женился на Вильтруде, происходившей из знатного рода Иммедингер. От этого брака у него было несколько детей. Во второй раз он женился на Гедвиге, дочери герцога Баварии Генриха I. Бурхард превратил крепость на вершине горы Хоэнтвиль в герцогскую резиденцию. Гедвига стала основательницей монастыря святого Георгия. Их брак оказался бездетным.
После восстания герцога Людольфа король Оттон I Великий в 954 году конфисковал у того герцогство Швабия и передал его Бурхарду III, который имел хорошие отношения с королём Германии и его семьёй. Он часто бывал при дворе, а также сопровождал Оттона I в кампании против венгров и участвовал в битве на реке Лех 10 августа 955 года. В 965 году он провёл третью кампанию против Беренгара II в Италии. В битве при Ро 25 июня Бурхард победил магнатов Ломбардии и восстановил контроль Священной Римской империи над Италией. В 972 году герцог Швабии совершил удачный поход в Южную Италию.
Во время правления Бурхарда III сильное влияние на него оказывал брат жены, баварский герцог Генрих II. В 973 году Бурхард способствовал назначению князем-епископом Аугсбурга своего двоюродного брата, Генриха, пойдя для этого на обман соборного капитула. В этом же году Бурхард умер и был похоронен в часовне Святого Эразма в монастыре на острове Райхенау. После его смерти император Оттон II передал герцогство своему двоюродному брату Оттону I, сыну Людольфа Швабского.

## Брак и дети
1-я жена (не ранее 926) — Вильтруда из дома Иммердингер. Сведения о детях от этого брака противоречивы и неточны. В числе детей Бурхарда III и Вильтруды называются:
- Берта; муж: Вальдеред из дома Иммердингер
- Бернхард
- Гедвига; муж: Эппо фон Нилленбург (ум. 1030)
- Бурхард (погиб 13 июля 982), граф в Лисгау и Гассегау, возможно родоначальник графов фон Госек.
- Вильдрута
- Дитрих, возможно является одним лицом с Дитрихом I, графом в Гассегау, родоначальником дома Веттинов.
- Герман
- Хальмерих

2-я жена (с ок. 954) — Гедвига (940/945—26 августа 994), дочь герцога Баварии Генриха I. Детей от этого брака не было.